# Urup (wyspa)
Urup (ros. Уруп; jap. 得撫島 Uruppu-tō; ainu: ウルㇷ゚, Urup) – wyspa w archipelagu Wysp Kurylskich leżąca pomiędzy cieśninami: Urup i Friza. Należy do Rosji.
Wyspa ma powierzchnię 1430 km², długość 120 km. Wysokość do 1426 m n.p.m. Jest niezamieszkana.